# 大雄與龍騎士
《多啦A夢：大雄與龍騎士》（香港又译作，香港旧译）是月刊《龙漫CORO-CORO》于1986年11月号到1987年3月号期間連載的「大長篇哆啦A夢」系列作品。根據原作改編的電影則在1987年3月14日公映。這是第八部哆啦A夢大長篇·電影作品。該作品以地底世界為舞台，主角是恐龍人。
電影導演為芝山努。票房收入15億日圓，觀賞人數310万人。同時上映的電影作品為和。

## 概要
故事以大雄與小夫以「恐龍是否完全絕種」進行辯論展開序幕，由於認為恐龍仍然存在的主張遭到小夫以科學而合理的方式完全否定，大雄向哆啦A夢尋求幫助，然而當大雄向哆啦A夢所拿出的道具「OX占卜」詢問「"地球上"是否還有恐龍活著」時，卻得到了否定的答覆。
之後，為了藏匿大雄零分的考卷，大雄與哆啦A夢使用尋找地底空洞的道具意外發現了寬敞的地下空間，並將之建造成眾人的遊樂場；但在同時，小夫卻因接連在河川、自家後院與地下空間接連目擊到恐龍而心煩意亂，煩悶的小夫為了瞭解真像帶著攝影機再度進入地底，卻失去了蹤跡。
大雄與哆啦A夢從小夫失蹤前所拍攝的影片得知，地下空間的位置正好位在眾人居住城鎮河川的下方，於是與胖虎、靜香一行人再度潛入，卻目擊到意外的景象─中生代時代的太古叢林塞滿了寬廣的地底空洞，而理應絕種的恐龍也在出沒其中─原來OX占卜雖然正確的回答了問題，但卻是依問題的字面意義將搜尋範圍界地於「地表」，而掩蓋了地表之下有恐龍存在的可能性。
哆啦A夢一行在尋找小夫的途中被地底的野蠻民族河童族補獲，正當面臨生命危險時，一名乘龍的騎士即時出現救了大家。騎士自稱班河，自稱是地底人國家的騎士，他告知眾人貌似小夫的地上人已經被收容保護，之後並護送眾人前往地底人國家的首都與小夫相見，在旅途中哆啦A夢一行得知地底人是由恐龍所演化而來的物種，同時有著高度的文明。
在與小夫重逢後，班河同意讓一行人安然返回地上世界，不過與地底世界相關的記憶會被消除；但在一個偶然的機會下，大雄卻發現地底人正秘謀著名為「大遠征」的行動，其目的竟是要從地上人(人類)手中奪回地表世界!
無法坐視此事發生的哆啦A夢一行，別無選擇的進行了逃亡與對抗……哆啦A夢等人是否能逃出生天？人類與地底人的戰爭是否無法阻止?而謎一般的「大遠征」真正的目的與敵人又究竟是什麼呢……？

## 故事背景
地底世界
藤子不二雄基於「地殼雖然只佔地球厚度的一小部份，但仍有80-100公里深」的說法所創造出來，地殼間存在的不計其數的空洞所形成的獨特世界。部份的空洞規模相當大，面積可以達到地表上大陸的程度。
奇蹟似的在地底保存了完整的中生代恐龍生態系，依地底人的說法，此乃一部份的恐龍於6500萬年前的大災變中，逃入了被稱為「聖城」，形狀為不可思議的正四方形的地底空洞而得以殘存繁衍，在經過數千萬年的演化後，發展出文化程度較高的地底人與風俗野蠻殘忍的河童族。
哆啦A夢在進入地底之後發現地底空洞的天頂部份有著屬於未來世界的發光道具日光粉，因此有著如日光般的明亮，不過也由於位處地底之故，並沒有雨、雪與四季變換。
部份地底空洞存有可通往地表的開口（大雄等人所住的城鎮的河底就有一個），因此偶爾有迷路的恐龍會跑到地表，漫畫以此解釋了尼斯湖水怪等恐龍/怪獸傳說的來源。
地底人國家
由恐龍中擁有較發達的腦的物種演化而來的地底人所建立的國家，疆域擴及整個地表以下的大型空洞，不過未被都市化或開墾的地區尚多，許多空洞因為未開發或列為生態保育區而保持著原始森林的原貌。主要活動與開發集中在位置約在北美洲之下，稱為歐大陸的空洞之中。
地底人國家的景觀類似人類歐洲的中古時代，服裝、建築都頗為類似。對金屬與石化燃料的使用極少，器物使用木材的比例很高，民間普遍的以恐龍作為騎乘、拉車的獸力來源。但與第一印象不同的是，科技文明的水準實際上相當高，大都市間不但有磁浮列車連繫，醫學上已能使用X光機與記憶消除裝置，更擁有利用次元轉換技術穿越地殼的先進技術。
政體似乎為由教庭統治的神權國家，元首被稱為法皇，其下則有被稱為祭司長的首相、部長級官員，設有騎士團，作為維持治安與巡邏未開發區的軍警力量。由於相信「神」在導致恐龍滅亡的災難中保護地底人的祖先物種並送到地底，因此神的概念在地底人的精神生活中佔有抽象但崇高的地位，相對的，則認為恐龍的滅亡是惡魔所引起的災難。不過，從電影結尾多啦a夢向地底人祭司長解釋恐龍滅亡過程時其能理解並接受的情況來看，宗教政權對地底人的思想影響並不大，對科技與思想抱持的是相當開明的態度。

## 登場人物
以下台灣的配音員，為新潮社有限公司大約於1990年代所發行之錄影帶版本（已絕版）。香港方面，於1986年至1990年間有購入其中6部電影系列作的無綫電視（TVB）並沒有製作此電影之粵語配音版，僅有的版本為1993年由「歷紹行」推出的錄影帶及鐳射影碟，當中「叮噹」一角電視版常任配音員由林保全聲演。还有个英语配音由马来西亚Speedy Video所配音的版本（已絕版），但是配音员是谁就无人可知。
| 角色           | 配音員     | 配音員 | 配音員   |
| 角色           | 日本       | 臺灣   | 英屬香港 |
| -------------- | ---------- | ------ | -------- |
| 哆啦A夢        | 大山羨代   | 于正昇 | 林保全   |
| 野比大雄       | 小原乃梨子 | 李映淑 | （待考） |
| 源靜香         | 野村道子   | 呂佩玉 | （待考） |
| 骨川夫（小夫） | 肝付兼太   | 官志宏 | （待考） |
| 剛田武（胖虎） | 立壁和也   | 徐健春 | （待考） |
| 大雄的媽媽     | 千千松幸子 | 華姍   | （待考） |
| 胖虎的媽媽     | 青木和代   | 呂佩玉 | （待考） |
| 小夫的媽媽     | 橫尾まり   | 呂佩玉 | （待考） |

## 本電影登場人物
| 角色   | 配音員                                                | 配音員   | 配音員   | 介紹 |
| 角色   | 日本                                                  | 臺灣     | 英屬香港 | 介紹 |
| ------ | ----------------------------------------------------- | -------- | -------- | --- |
| 班河   | 堀秀行                                                | 官志宏   | （待考） | 地底人騎士團的一員，擔任邊境保育區的巡邏官，先後救助了誤入地底空洞的小夫與被河童族捉住的哆啦A夢等人，並護送眾人前往歐大陸。隨騎士團參加了祭司長策劃的「大遠征」，因而與試圖逃走與阻止地底人計劃的哆啦A夢等人敵對，但在導致恐龍滅亡的真相大白之後和解。設定中擁有（地底人的）大學學歷，在原創同伴多半是與大雄等人同齡的少男少女的大長篇中，少見的原創青年、年長者第一配角。由於在年齡與社會地位上的差異，故事中有較多對大雄等人以偏命令、說教式的方式對話的場景。但從哆啦A夢被軍團長視為敵人時仍主張給予公正對待這點看來，可說是擁有騎士精神的人物。在與大雄等人初次碰面時戴著遮住大半臉孔的頭盔，因此在露出地底人的像貌時曾令眾人嚇了一跳。 |
| 魯     | 神代智恵                                              | 華姍     | （待考） | 班河的妹妹，在哆啦A夢一行滯留歐大陸時負責接待，和哆啦A夢等人輕易的建立了友誼。 |
| 祭司長 | 大塚周夫                                              | 徐健春   | （待考） | 地底人祭司政權的祭司長，大遠征的策劃者，命人建造具有時光機能力的巨大次元艦。 |
| 軍團長 | 田中信夫                                              | 官志宏   | （待考） | 本部電影反派。班河所屬的龍騎士團的團長，猜測擁有神奇道具的哆啦A夢等人是導致恐龍從地表上消失的元兇。 |
| 法王   | 巖金四郎                                              | 徐健春   | （待考） | 地底人國家中地位崇高的法王。在漫畫原著中僅於末尾告知地底人歷史真相的演說中登場，電影中戲份較重，有私下並不贊成大遠征的描述。 |
| 部長   | 北村弘一                                              | 官志宏   | （待考） | |
| 訊問官 | 加藤正之                                              | （待考） | （待考） | 負責訊問非法入國的地上人(哆啦A夢一行)。 |
| 河童族 | 北川米彦 田之中勇 廣中雅志 堀川亮 柴本廣之 柏倉つとむ | （待考） | （待考） | 本部電影反派之一。居住在原始森林中，獵食恐龍、拒絕接受地底人文化的野蠻種族，故事中曾多次抓獲哆啦A夢、胖虎等人，造成危機。不過他們也有祭司(或是酋長)來主導。 |

## 主題曲
| 歌曲           | 作詞 | 作曲 | 編曲 | 演唱 |
| -------------- | ---- | ---- | ---- | ---- |
| 我们是朋友（「友達だから」） |      |      |      |      |

## 備註
1. 中國大陸吉林美術出版社漫畫版譯名
2. 中國大陸吉林美術出版社漫畫版譯名
3. 中國大陸吉林美術出版社漫畫版譯名
4. 中國大陸吉林美術出版社漫畫版譯名
5. 中國大陸吉林美術出版社漫畫版譯名
6. 中國大陸吉林美術出版社漫畫版譯名
7. ↑  香港青文彩色電影版譯名

## 外部連結
- 互联网电影数据库（IMDb）上《大雄與龍騎士》的资料（英文）
- 时光网上《大雄與龍騎士》的資料（简体中文）
- 豆瓣电影上《大雄與龍騎士》的資料 （简体中文）